# Saló de bellesa

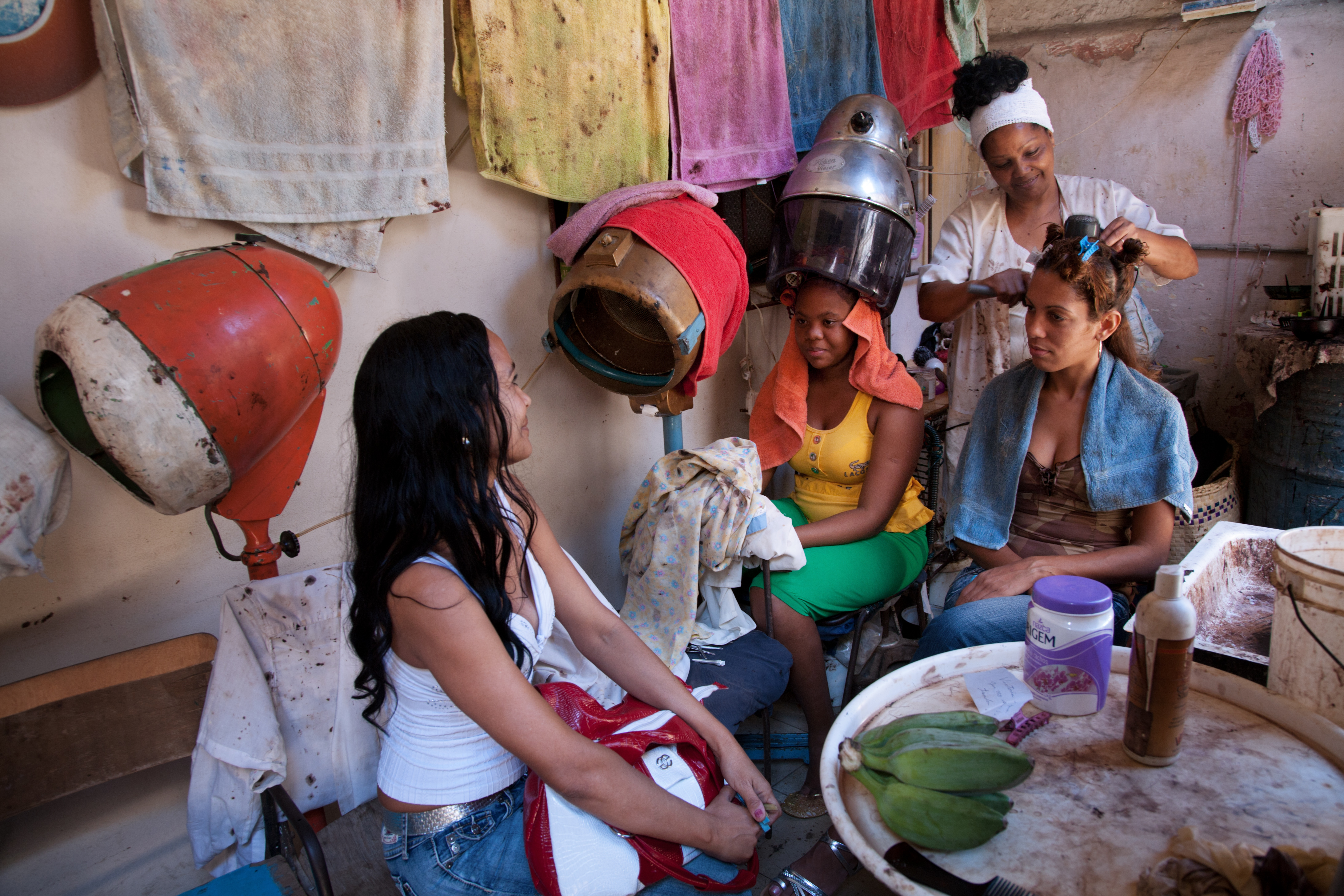
Saló de bellesa a La Habana, Cuba.

Un  saló de bellesa  o  estètica  és un establiment comercial que ofereix als seus clients tractaments estètics com tallar el cabell, manicura, depilació, coloració, permanent. Alguns són exclusius per a un determinat sexe, encara que també hi ha establiments anomenats unisex. Es distingeix de la perruqueria o barberia, ja que en el saló de bellesa el nombre de serveis és més gran i no es limita a tallar el cabell.